# سپیشسکا ستارا وس
سپیشسکا ستارا وس (به آلمانی: Alt(en)dorf) یک شهرک در اسلواکی با جمعیت ۲٬۳۳۵ نفر است که در Kežmarok District واقع شده‌است.